# A lume di candela
A lume di candela (By Candlelight) è un film commedia statunitense del 1933 diretto da James Whale.
Il film è una commedia degli equivoci basata sull'opera teatrale austriaca Candle Light di Karl Farkas e Siegfried Geyer.

## Trama
Durante un viaggio in treno in Europa, Josef, il maggiordomo di un nobiluomo, viene scambiato per il suo principale, il principe Alfred von Romer, da una bellissima donna di nome Marie. Josef non fa nulla per chiarire l'equivoco sperando in un'avventura galante. Nel frattempo, arriva il vero principe e viene confuso a sua volta con il suo domestico.